# Amyema gaudichaudii
Amyema gaudichaudii es una especie de arbusto  que se desarrolla en  Australia. 

## Descripción
Es una planta erecta, compacta, tomentosa en los brotes tiernos y las inflorescencias, en lo demás es glabra. Las hojas son lanceoladas, generalmente de 2-4 cm de largo y 2-6 mm de ancho, el ápice redondeado y la base  atenuada. La inflorescencia es  una umbela pedunculada con la flor central sésil y  las laterales pediceladas; con pedúnculo de 6-12 mm de largo. El fruto es globoso de 4 mm de diámetro, de color rojo.

## Distribución y hábitat
Se produce en el bosque esclerófilo y el bosque con especies de Melaleuca, en los distritos costeros del norte de la zona de Nowra en Nueva Gales del Sur. 

## Ecología
La planta sirve de alimentación a las larvas de la polilla Phalaenoides glycinae.

## Taxonomía
Amyema gaudichaudii fue descrita por Philippe Édouard Léon Van Tieghem y publicado en Bulletin de la Société Botanique de France 42: 84 en el año 1895.